# Якович, Деян
Деян Якович (серб. Дејан Јаковић, англ. Dejan Jaković; 16 июля 1985, Карловац, СФРЮ) — канадский футболист, защитник клуба «Фордж». Выступал за сборную Канады.

## Ранние годы
Деян родился в семье этнических сербов в Югославии. В возрасте шести лет он эмигрировал с родителями в Канаду, так как на родине началась война за независимость Хорватии. Семья поселилась в Этобико.

## Клубная карьера

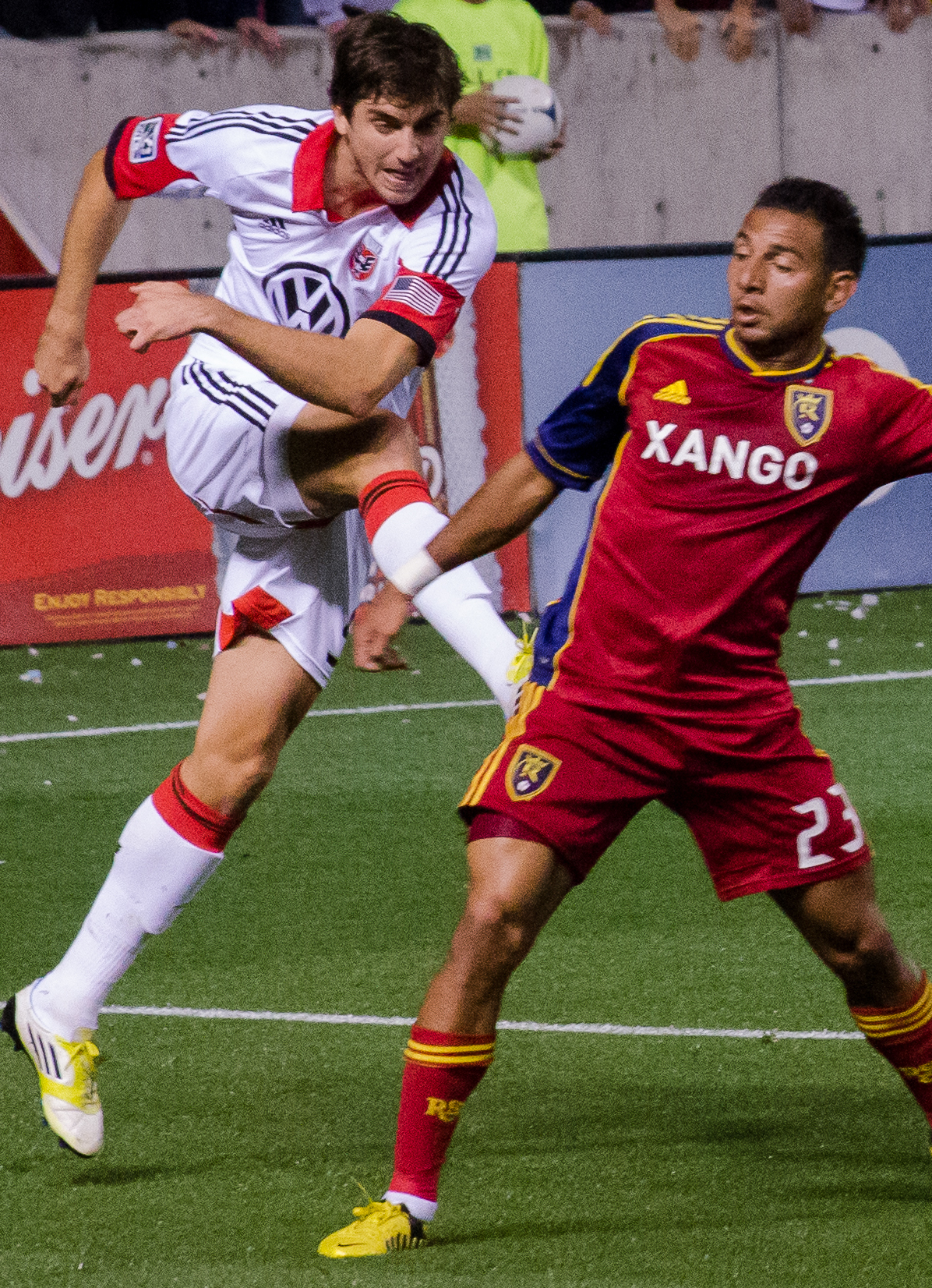
Якович в составе «Ди Си Юнайтед»

Якович начал выступать за команду Высшей Скарлетовской Академии различных возрастов. Также в составе юношеской сборной Канады он дважды выиграл Кубок Онтарио. В возрасте 18 лет Деян ездил на просмотр в белградский ОФК, но контракта не подписал. После этого он поступил в Алабамский университет в Бирмингеме, где выступал за университетскую команду в NCAA.
28 июня 2008 года Якович подписал контракт с сербской «Црвеной звездой» после успешного просмотра. Деян сыграл три матча под руководством Зденека Земана, но после смены тренера потерял место в основном составе. После полугода Якович начал подыскивать другие варианты продолжения карьеры. В декабре было объявлено, что Деян перейдет в «Рад», но в феврале 2009 сделка сорвалась.
27 февраля 2009 года Якович перешёл в «Ди Си Юнайтед». 22 марта в матче против «Лос-Анджелес Гэлакси» он дебютировал в MLS. 27 мая 2012 года в поединке против «Нью-Инглэнд Революшн» Якович забил свой первый гол.
В начале 2014 года Деян подписал соглашение с японским «Симидзу С-Палс». 1 марта в матче против «Нагоя Грампус» он дебютировал в Джей-лиге. По итогам сезона 2015, команда вылетела из элиты, но Якович остался в клубе и помог ей вернуться обратно.
В марте 2017 года Деян вернулся в США, подписав контракт с «Нью-Йорк Космос». 2 апреля в матче против «Майами» он дебютировал в NASL. 20 августа в поединке против «Инди Илевен» Якович забил свой первый гол за «Нью-Йорк Космос».
В конце января 2018 года Якович возвратился в MLS, перейдя в клуб-новичок лиги «Лос-Анджелес». 4 марта он вышел в стартовом составе в матче первого тура сезона 2018 против «Сиэтл Саундерс», первом официальном матче в истории «Лос-Анджелеса». 7 июня 2019 года Якович был отдан в аренду клубу Чемпионшипа ЮСЛ «Лас-Вегас Лайтс». 28 июня «Лос-Анджелес» отозвал его из аренды. По окончании сезона 2019 «Лос-Анджелес» не продлил контракт с Яковичем, но 31 декабря 2019 года клуб переподписал игрока. 23 сентября 2020 года в матче против «Ванкувер Уайткэпс» он забил свой первый гол за «Лос-Анджелес». По окончании сезона 2020 Якович покинул «Лос-Анджелес» на правах свободного агента.
13 мая 2021 года Якович присоединился к клубу Канадской премьер-лиги «Фордж». Дебютировал за «Фордж» он 27 июня в матче против «Валора».

## Международная карьера
В 2008 году Якович участвовал в отборочных матчах к Олимпийским играм в Китае. В 2009 году он в составе сборной Канады принял участие в Золотом кубке КОНКАКАФ. На турнире он принял участие во матчах против сборных Сальвадора, Ямайки и Гондураса.
В 2011 Деян также попал в заявку на участие в Золотом кубке, но в рамках подготовки к турниру в поединке против сборной Эквадора он получил травму подколенного сухожилия и не смог поехать на соревнования. В национальной команде его заменил Дэвид Эдгар.
В 2015 году Якович попал в заявку сборной на участие в Золотом кубка КОНКАКАФ. На турнире он сыграл в матчах против сборных Коста-Рики, Ямайки и Сальвадора.
В 2017 году Деян в третий раз принял участие в Золотом кубке КОНКАКАФ. На турнире он сыграл в матчах против команд Французской Гвианы, Коста-Рики и Ямайки. В поединке против гвианцев Якович забил свой первый гол за национальную команду.

## Достижения
Командные
 «Ди Си Юнайтед»
- Обладатель Открытого кубка США: 2013

 «Лос-Анджелес»
- Победитель регулярного чемпионата MLS: 2019